# Le Vieux-Marché
Le Vieux-Marché (bret. Ar C'houerc'had) – miejscowość i gmina we Francji, w regionie Bretania, w departamencie Côtes-d’Armor.
Według danych na rok 1990 gminę zamieszkiwało 1187 osób, a gęstość zaludnienia wynosiła 51 osób/km² (wśród 1269 gmin Bretanii Le Vieux-Marché plasuje się na 509. miejscu pod względem liczby ludności, natomiast pod względem powierzchni na miejscu 418.).